# Cecília Ferramenta
Maria Cecília Ferreira Delfino, mais conhecida como Cecília Ferramenta (Bom Despacho, 26 de dezembro de 1959), é uma política brasileira do estado de Minas Gerais filiada ao Partido dos Trabalhadores (PT) e ex-prefeita do município de Ipatinga, no leste do estado.
Foi casada com o também ex-prefeito de Ipatinga Chico Ferramenta, com quem teve três filhos: Frederico, Lucas e Wladimir.

## Vida política
Em 2002, tornou-se a primeira mulher a ser eleita deputada estadual na região do Vale do Aço, sendo reeleita em 2006.
Em 7 de outubro de 2012, foi eleita a primeira prefeita de Ipatinga, vencendo as eleições com o equivalente a 61,54% dos votos válidos. Tomou posse em 1.º de janeiro de 2013. Foi candidata à reeleição nas eleições de 2016, mas ficou em segundo lugar com 15,60% dos votos válidos, perdendo para Sebastião Quintão (PMDB) que teve 54%.
Foi eleita vereadora de Ipatinga nas eleições de 2020. Candidatou-se a deputada federal nas eleições de 2022, porém não foi eleita.